# Okręg wyborczy nr 100 do Senatu Rzeczypospolitej Polskiej
Okręg wyborczy nr 100 do Senatu Rzeczypospolitej Polskiej obejmuje obszar miasta na prawach powiatu Koszalina oraz powiatów koszalińskiego, sławieńskiego i szczecineckiego (województwo zachodniopomorskie). Wybierany jest w nim 1 senator na zasadzie większości względnej.
Utworzony został w 2011 na podstawie Kodeksu wyborczego. Po raz pierwszy zorganizowano w nim wybory 9 października 2011. Wcześniej obszar okręgu nr 100 należał do okręgu nr 39.
Siedzibą okręgowej komisji wyborczej jest Koszalin.

## Reprezentanci okręgu
| Rok  | Rok  | Senator             | Komitet wyborczy                           |
| ---- | ---- | ------------------- | ------------------------------------------ |
|      | 2011 | Piotr Zientarski    | Platforma Obywatelska RP                   |
| 2015 |      | Piotr Zientarski    | Platforma Obywatelska RP                   |
|      | 2019 | Stanisław Gawłowski | KWW Demokracja Obywatelska                 |
|      | 2023 | Stanisław Gawłowski | KKW Koalicja Obywatelska PO .N iPL Zieloni |

## Wyniki wyborów
Symbolem „●” oznaczono senatora ubiegającego się o reelekcję.

### Wybory parlamentarne 2011
| Kandydat                                                                                      | Kandydat           | Komitet wyborczy                           | Głosów | Głosów | Głosów |
| Kandydat                                                                                      | Kandydat           | Komitet wyborczy                           | Liczba | %      | +/–    |
| --------------------------------------------------------------------------------------------- | ------------------ | ------------------------------------------ | ------ | ------ | ------ |
|                                                                                               | Piotr Zientarski ● | Platforma Obywatelska RP                   | 50 178 | 46,54  | –      |
|                                                                                               | Tomasz Krzyżyński  | KWW Unia Prezydentów – Obywatele do Senatu | 27 527 | 25,53  | –      |
|                                                                                               | Tadeusz Frydrych   | Sojusz Lewicy Demokratycznej               | 16 439 | 15,25  | –      |
|                                                                                               | Stanisław Diduch   | Polskie Stronnictwo Ludowe                 | 13 667 | 12,68  | –      |
| Frekwencja: 45,85% Liczba głosów ważnych: 107 811 (95,22%) Źródło: Państwowa Komisja Wyborcza |                    |                                            |        |        |        |

*Piotr Zientarski reprezentował w Senacie VII kadencji (2007–2011) okręg nr 39.

### Wybory parlamentarne 2015
| Kandydat                                                                                      | Kandydat           | Komitet wyborczy                             | Głosów | Głosów | Głosów |
| Kandydat                                                                                      | Kandydat           | Komitet wyborczy                             | Liczba | %      | +/–    |
| --------------------------------------------------------------------------------------------- | ------------------ | -------------------------------------------- | ------ | ------ | ------ |
|                                                                                               | Piotr Zientarski ● | Platforma Obywatelska RP                     | 40 452 | 36,88  | –9,66  |
|                                                                                               | Paweł Michalak     | Prawo i Sprawiedliwość                       | 31 439 | 28,66  | –      |
|                                                                                               | Marian Kryska      | KKW Zjednoczona Lewica SLD+TR+PPS+UP+Zieloni | 15 550 | 14,18  | –1,07  |
|                                                                                               | Marcin Bedka       | Kongres Nowej Prawicy                        | 8922   | 8,13   | –      |
|                                                                                               | Robert Grzywacz    | Polskie Stronnictwo Ludowe                   | 7464   | 6,80   | –5,88  |
|                                                                                               | Danuta Olejniczak  | KWW Danuty Marii Olejniczak                  | 5862   | 5,34   | –      |
| Frekwencja: 46,31% Liczba głosów ważnych: 109 689 (96,72%) Źródło: Państwowa Komisja Wyborcza |                    |                                              |        |        |        |

### Wybory parlamentarne 2019
| Kandydat                                                                                      | Kandydat             | Komitet wyborczy               | Głosów | Głosów | Głosów |
| Kandydat                                                                                      | Kandydat             | Komitet wyborczy               | Liczba | %      | +/–    |
| --------------------------------------------------------------------------------------------- | -------------------- | ------------------------------ | ------ | ------ | ------ |
|                                                                                               | Stanisław Gawłowski  | KWW Demokracja Obywatelska     | 44 956 | 33,67  | –      |
|                                                                                               | Krzysztof Nieckarz   | Prawo i Sprawiedliwość         | 44 636 | 33,43  | +4,77  |
|                                                                                               | Krzysztof Berezowski | KWW Niezależny – K. Berezowski | 43 933 | 32,90  | –      |
| Frekwencja: 57,66% Liczba głosów ważnych: 133 525 (97,56%) Źródło: Państwowa Komisja Wyborcza |                      |                                |        |        |        |

### Wybory parlamentarne 2023
| Kandydat                                                                                      | Kandydat              | Komitet wyborczy                           | Głosów | Głosów | Głosów |
| Kandydat                                                                                      | Kandydat              | Komitet wyborczy                           | Liczba | %      | +/–    |
| --------------------------------------------------------------------------------------------- | --------------------- | ------------------------------------------ | ------ | ------ | ------ |
|                                                                                               | Stanisław Gawłowski ● | KKW Koalicja Obywatelska PO .N iPL Zieloni | 66 976 | 42,50  | –      |
|                                                                                               | Andrzej Jakubowski    | Prawo i Sprawiedliwość                     | 41 099 | 26,08  | –7,35  |
|                                                                                               | Jan Kuriata           | KWW Tak dla Senatu RP Jan Kuriata          | 14 224 | 9,03   | –      |
|                                                                                               | Iwona Maliszewska     | Bezpartyjni Samorządowcy                   | 13 195 | 8,37   | –      |
|                                                                                               | Marcin Sychowski      | Konfederacja Wolność i Niepodległość       | 11 468 | 7,28   | –      |
|                                                                                               | Marek Łagocki         | KWW Pakt Senat dla Obywateli               | 10 638 | 6,75   | –      |
| Frekwencja: 70,82% Liczba głosów ważnych: 157 600 (98,11%) Źródło: Państwowa Komisja Wyborcza |                       |                                            |        |        |        |